# PT Velorum
PT Velorum (PT Vel / HD 79154 / HIP 45079) es una estrella variable en la constelación de Vela que se localiza a 34 minutos de arco de la brillante Suhail (λ Velorum).
Se encuentra a 548 años luz del sistema solar.
PT Velorum es una estrella binaria cercana, en donde la separación entre componentes es comparable al diámetro de las componentes.
La estrella primaria es la más caliente, tiene tipo espectral A1V y una temperatura efectiva de 9250 ± 150 K.
Tiene una masa 2,22 veces mayor que la del Sol y un radio 2,09 veces más grande que el radio solar.
Su velocidad de rotación es de al menos 63 km/s.
La componente secundaria es también una estrella blanca de la secuencia principal —de tipo A6V— y tiene una temperatura de 7650 ± 200 K.
Su radio es un 58% más grande que el del Sol y gira sobre sí misma con una velocidad de rotación proyectada de 40 km/s.
Tiene una masa de 1,63 masas solares.
El sistema constituye una binaria eclipsante con un período orbital de 1,802 días.
La magnitud aparente conjunta es +7,05, disminuyendo 0,55 magnitudes durante el eclipse principal.
El semieje mayor de la órbita es de 0,045 UA, siendo esta moderadamente excéntrica (ε = 0,13).
La edad aproximada de este sistema es de 400 ± 40 millones de años.